# Strada statale 7 dir/C Via Appia
La  strada statale 7 dir/C Via Appia (SS 7 dir/C) è una strada statale italiana

## Percorso
La strada collega la strada statale 7 Via Appia nei pressi di Conza della Campania con la strada statale 401 dell'Alto Ofanto e del Vulture.

### Tabella percorso
| Via Appia |                                               |      |           |
| Tipo      | Indicazione                                   | ↓km↓ | Provincia |
|           | Via Appia                                     | 12,0 | AV        |
|           | Conza della Campania                          | 13,1 | AV        |
|           | per Compsa Lago di Conza                      | 13,5 | AV        |
|           | Conza della Campania per Sant'Andrea di Conza | 14,2 | AV        |
|           | Fiume Ofanto                                  | 20,6 | AV/PZ     |
|           | Calitri nord Zona industriale                 | 21,7 | AV        |
|           | di Calitri dell'Alto Ofanto e del Vulture     | 23,8 | AV        |
|           | dell'Alto Ofanto e del Vulture                | 24,3 | AV        |